# James Yorke (évêque)
James Yorke (9 mars 1730 - 26 août 1808) est un membre du clergé britannique.
Il est le fils de Philip Yorke (1er comte de Hardwicke) et Margaret Cocks. Il fait ses études à la Newcome's School avant de se rendre en 1748 au Corpus Christi College de Cambridge (MA 1752, DD 1770).

## Carrière
Yorke est recteur de Great Horkesley, Essex, de 1754 à 1756. En 1756, il est nommé chanoine de la dixième stalle à la chapelle St George du château de Windsor, poste qu'il occupe jusqu'en 1762 .
Il est doyen de Lincoln 1762-1781, évêque de St David de 1774 à 1779  évêque de Gloucester de 1779 à 1781 puis Évêque d'Ely de 1781 à 1808.

## Famille
Le 29 juin 1762, Yorke épouse Mary Maddox, fille d'Isaac Maddox (en), évêque de Worcester. Ils ont plusieurs enfants, dont:
- Joseph Yorke (1765-1830), épouse Catherine Cocks, nièce de Charles Cocks (1er baron Somers), et est le père de Joseph Yorke, homme politique
- Philip Yorke (1770-1817), marié à l'hon. Anna Maria Cocks, fille du 1er baron Somers, et est le père de Philip James Yorke, soldat et scientifique

Il est enterré à Forthampton, Gloucestershire.